# Studentský Oscar
Studentský Oscar (anglicky Student Academy Awards) je ocenění, které od roku 1972 uděluje americká Akademie filmového umění a věd za absolventské filmařské počiny. Z českých filmařů jej získal Jan Svěrák v roce 1989 za snímek Ropáci, Marie Dvořáková za film Kdo je kdo v mykologii (2017) a dvojice Pavel Sýkora a Viktor Horák za snímek Krajan (2024). Ocenění v roce 2019 také získala česko-ruská filmařka Darja Kaščejevová za animovaný film Dcera.
O ocenění se však ucházeli i další filmaři:
- Miloš Zábranský: Horečka všedního dne (1982)[2]
- Aurel Klimt: Krvavý Hugo (1998)[2]
- Václav Švankmajer: Test (2000)[2]
- Martin Duda: Jsem větší a lepší (2008)[2]
- Libor Pixa: Graffitiger (2011)[1]
- Jakub Kouřil: M. O. (2013)[1][7]
- Ondřej Hudeček: Furiant (2016)[8]